# Огюст Дюпен

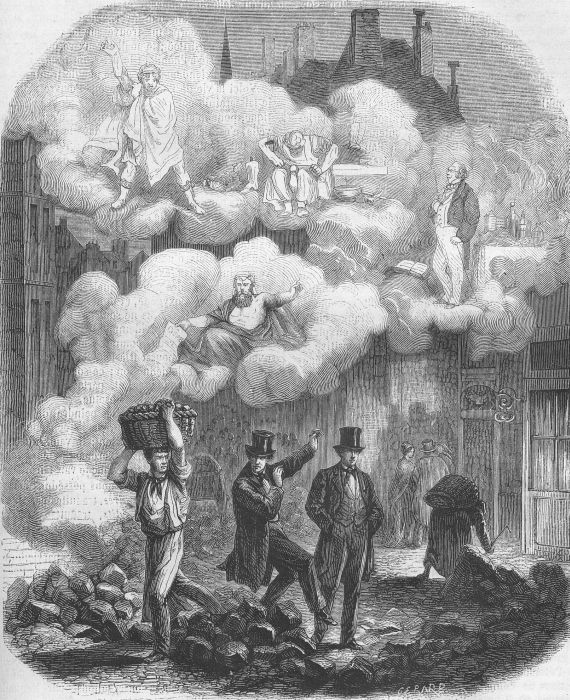
Иллюстрация из эссе Жюля Верна «Эдгар По и его сочинения», 1862 год

Огю́ст Дюпе́н (англ. C. Auguste Dupin) — литературный персонаж, созданный известным американским писателем Эдгаром Алланом По. Дюпен представлен как умный детектив и сыщик, который раскрывает самые трудные загадки и преступления. Дюпен появляется в трёх рассказах: «Убийство на улице Морг», «Тайна Мари Роже», и «Похищенное письмо», опубликованных в 1841 - 1843 гг.

## Описание
Автор кратко описывает жизнь Огюста Дюпена в начале рассказа «Убийство на улице Морг»:
Ещё молодой человек, потомок знатного и даже прославленного рода, он испытал превратности судьбы и оказался в обстоятельствах столь плачевных, что утратил всю свою природную энергию, ничего не добивался в жизни и меньше всего помышлял о возвращении прежнего богатства. Любезность кредиторов сохранила Дюпену небольшую часть отцовского наследства, и, живя на ренту и придерживаясь строжайшей экономии, он кое-как сводил концы с концами, равнодушный к приманкам жизни. Единственная роскошь, какую он себе позволял, — книги, — вполне доступна в Париже.
 Внешний вид автор не описывает.

### Персона Дюпена

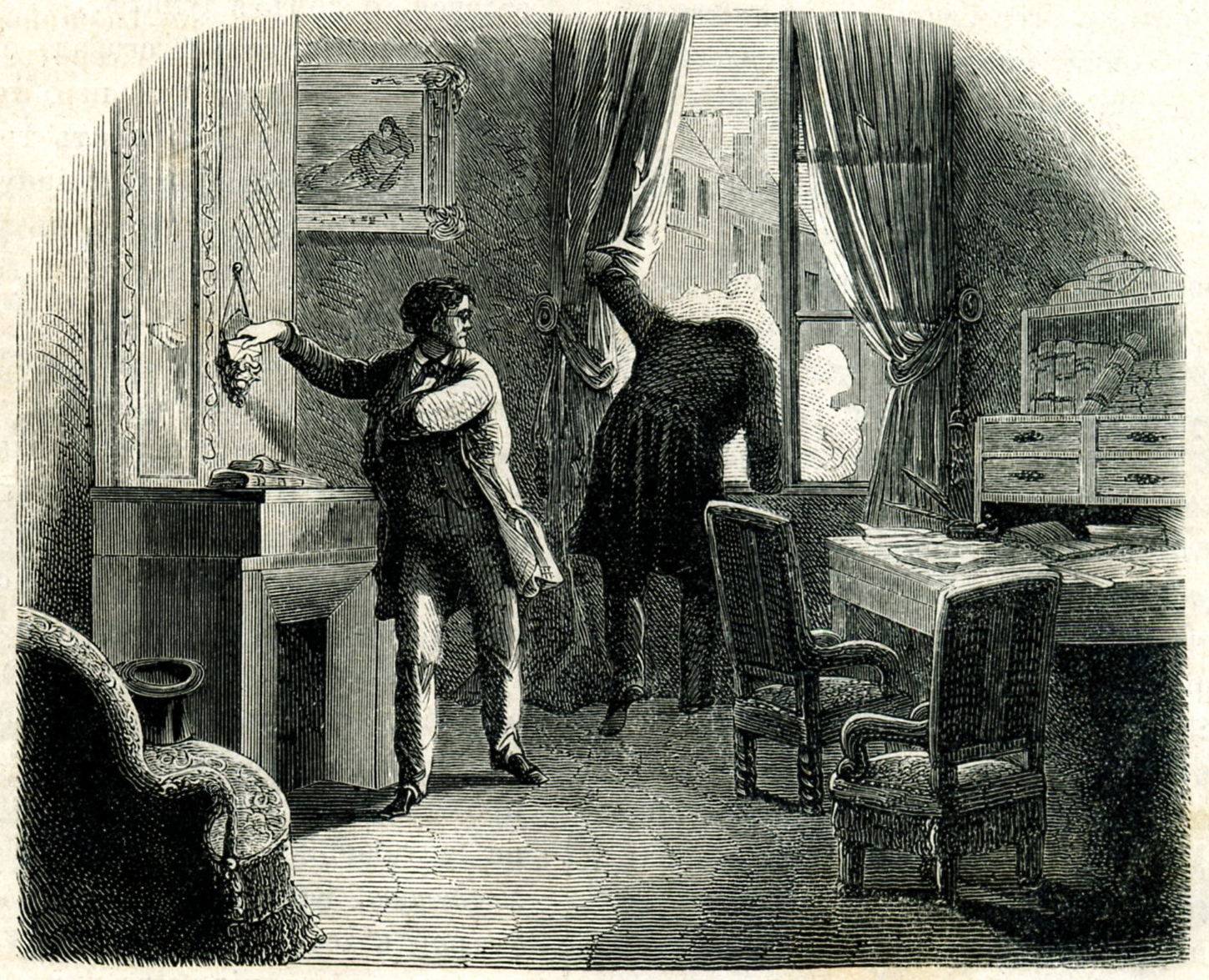
Иллюстрация к рассказу «Похищенное письмо»

Детектив и сыщик — это не профессия Дюпена. Он просто читает разные газеты, делает выводы и берётся за дело, иногда советуясь с полицейскими. Главное оружие героя — это его ум и интеллект, с помощью которых Дюпен раскрывает тяжёлые "загадки", которые полицейские считают неразрешимыми. 
В рассказе «Убийство на улице Морг» Дюпен расследует такое преступление, которое полиция считала самым трудным, однако с помощью ума и фактов Дюпен узнаёт, что убийца двух женщин — орангутанг, что впоследствии подтверждается. В рассказе «Похищенное письмо» Дюпену удаётся узнать, где находится украденное письмо также с помощью логического мышления.

### Метод Дюпена
По описывал метод Дюпена, использующего логические рассуждения, на примере игрока в карты: 
«Объём полученной информации заключается не столько в достоверности выводов, сколько в точности наблюдения». 
В рассказе присутствует сцена, в которой Дюпену удаётся узнать, о чём думал в тот момент рассказчик, основываясь на построенном ассоциативном ряде. Впоследствии этот метод и будет использоваться им в расследовании преступления.
Данный метод подчёркивает важность чтения и письменного слова. Непосредственно из газетной статьи авторства Кювье (вероятно подразумевался французский зоолог Жорж Кювье) Дюпен получает информацию об орангутангах. Таким образом, в расследование вовлечён и сам читатель, самостоятельно ищущий ключи к разгадке в процессе чтения. Также По уделяет особое внимание силе сказанного слова. Когда Дюпен расспрашивает матроса об убийствах, тот сам разыгрывает сцену собственной частичной смерти: «Лицо матроса побагровело, казалось, он борется с удушьем. Инстинктивно он вскочил и схватился за дубинку, но тут же рухнул на стул, дрожа всем телом, смертельно бледный».

## Место в литературе
Рассказ «Убийство на улице Морг» (1841), считается первым произведением в мировой литературе в жанре детектива, следовательно Огюст Дюпен — первый литературный сыщик, за которым последовали многие другие знаменитые литературные детективы: Шерлок Холмс, Эркюль Пуаро, мисс Марпл, отец Браун, комиссар Мегрэ и т. д. Причём, некоторые из них, например, Холмс и Пуаро созданы при использовании некоторых приёмов из рассказов По.
В «Этюде в багровых тонах» Холмс возражает Ватсону, сравнивающему его с Дюпеном: он (Холмс) не очень высоко оценивает дарование и методы Дюпена (однако известно, что автор "Этюда в багровых тонах" - Конан Дойль не только весьма ценил рассказы своего американского предшественника, но  и использовал некоторые приёмы из рассказов Эдгара Аллана По).